# Melanoclerus parvus
Melanoclerus parvus is een keversoort uit de familie mierkevers (Cleridae). De wetenschappelijke naam van de soort is voor het eerst geldig gepubliceerd in 1919 door Chapin.